# Visceral Games
Visceral Games, nota come EA Redwood Shores fino al 2009, è stata un'azienda statunitense dedita allo sviluppo di videogiochi con sede nella città di Redwood (California), fondata da Scott Probst nel 1997 e chiusa nel 2017; faceva parte del gruppo Electronic Arts.

## Videogiochi
| Anno | Titolo                                        | Piattaforme                                                         |
| ---- | --------------------------------------------- | ------------------------------------------------------------------- |
| 1998 | Future Cop: LAPD                              | PlayStation, Windows                                                |
| 1999 | CyberTiger                                    | PlayStation                                                         |
| 1999 | Tiger Woods PGA Tour 2000                     | PlayStation                                                         |
| 2000 | NASCAR Rumble                                 | PlayStation                                                         |
| 2000 | Road Rash: Jailbreak                          | PlayStation                                                         |
| 2000 | F1 Championship Season 2000                   | PlayStation 2                                                       |
| 2001 | Tiger Woods PGA Tour 2001                     | PlayStation 2                                                       |
| 2001 | Rumble Racing                                 | PlayStation 2                                                       |
| 2001 | 007: Agent Under Fire                         | PlayStation 2, Xbox, GameCube                                       |
| 2002 | Tiger Woods PGA Tour 2002                     | PlayStation 2                                                       |
| 2002 | Freekstyle                                    | PlayStation 2, GameCube                                             |
| 2002 | Tiger Woods PGA Tour 2003                     | PlayStation 2, Xbox, GameCube                                       |
| 2003 | Tiger Woods PGA Tour 2004                     | PlayStation 2, Xbox, GameCube                                       |
| 2003 | The Lord of the Rings: The Return of the King | PlayStation 2, Xbox, GameCube, Windows                              |
| 2003 | James Bond 007: Everything or Nothing         | PlayStation 2, Xbox, GameCube                                       |
| 2004 | Tiger Woods PGA Tour 2005                     | PlayStation 2, Xbox, GameCube                                       |
| 2004 | The Lord of the Rings: The Third Age          | PlayStation 2, Xbox, GameCube                                       |
| 2005 | Tiger Woods PGA Tour 06                       | PlayStation 2, Xbox, GameCube                                       |
| 2005 | James Bond 007: From Russia with Love         | PlayStation 2, PlayStation Portable, Xbox, GameCube                 |
| 2006 | The Godfather                                 | PlayStation 2, PlayStation Portable, Xbox 360, Wii, Windows         |
| 2006 | Tiger Woods PGA Tour 07                       | PlayStation 2, Xbox 360, Wii, Windows                               |
| 2006 | The Sims 2: Pets                              | PlayStation 2, PlayStation Portable, Wii                            |
| 2007 | MySims                                        | Wii, Windows                                                        |
| 2007 | The Sims 2: Castaway                          | PlayStation 3, PlayStation Portable, Wii                            |
| 2007 | The Simpsons Game                             | PlayStation 3, PlayStation Portable, Xbox 360, Wii                  |
| 2008 | The Sims Carnival: Snap City                  | Windows                                                             |
| 2008 | The Sims 2: Apartment Life                    | Windows                                                             |
| 2008 | Dead Space                                    | PlayStation 3, Xbox 360, Windows                                    |
| 2008 | MySims Kingdom                                | Wii                                                                 |
| 2009 | MySims Party                                  | Wii                                                                 |
| 2009 | The Godfather 2                               | PlayStation 3, Xbox 360, Windows                                    |
| 2009 | Dead Space: Extraction                        | PlayStation 3, Wii                                                  |
| 2009 | MySims Agents                                 | Wii                                                                 |
| 2010 | Dante's Inferno                               | PlayStation 3, Xbox 360                                             |
| 2010 | The Sims 3: Ambitions                         | Windows                                                             |
| 2011 | Dead Space 2                                  | PlayStation 3, Xbox 360, Windows                                    |
| 2013 | Dead Space 3                                  | PlayStation 3, Xbox 360, Windows                                    |
| 2013 | Battlefield 3: End Game                       | PlayStation 3, Xbox 360, Windows                                    |
| 2013 | Army of Two: The Devil's Cartel               | PlayStation 3, Xbox 360                                             |
| 2015 | Battlefield Hardline                          | Microsoft Windows, PlayStation 3, PlayStation 4, Xbox 360, Xbox One |